# Mimabryna
Mimabryna is een kevergeslacht uit de familie van de boktorren (Cerambycidae). De wetenschappelijke naam van het geslacht werd voor het eerst geldig gepubliceerd in 1938 door Breuning.

## Soorten
Mimabryna omvat de volgende soorten:
- Mimabryna borneotica Breuning, 1966
- Mimabryna nicobarica Breuning, 1938